# 格莱尔 (杜省)
格莱尔（法語：Glère，法語發音：[ɡlɛʁ]）是法国杜省的一个市镇，属于蒙贝利亚尔区。

## 地理
格莱尔（47°20'37"N, 6°59'39"E）面积15.93 平方千米，位于法国勃艮第-弗朗什-孔泰大區杜省，该省份为法国东部内陆省份，北起上索恩省，西接汝拉省，东部及东南部与瑞士接壤，东北部与贝尔福地区省接壤。
与格莱尔接壤的市镇（或旧市镇、城区）包括：上阿茹瓦、蒙唐西、沃夫雷、比尔纳维莱尔、安德维莱尔。

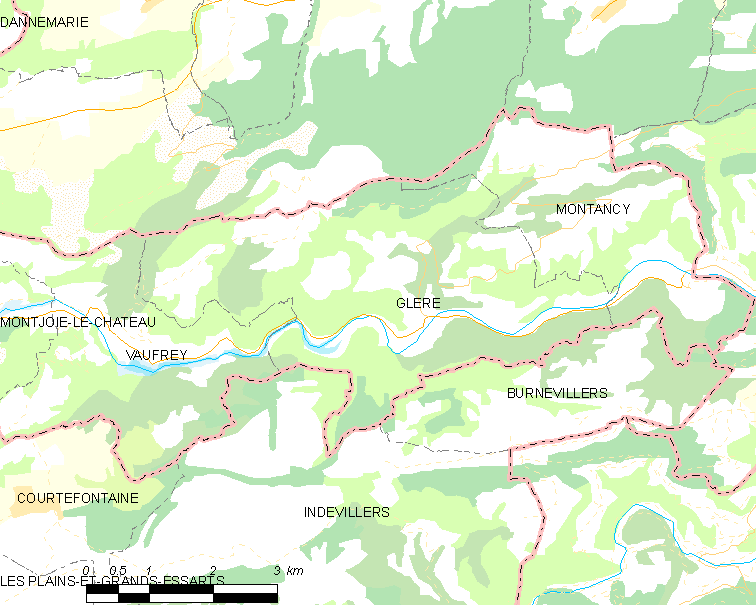
的OSM定位图

格莱尔的时区为UTC+01:00、UTC+02:00（夏令时）。

## 行政
格莱尔的邮政编码为25190，INSEE市镇编码为25275。

## 政治
格莱尔所属的省级选区为迈什县。

## 人口

1962-2008年间人口变化图示

格莱尔于2022年1月1日时的人口数量为180人。